# João Carlos Tourinho Dantas
João Carlos Tourinho Dantas (Salvador, 26 de agosto de 1922 — 20 de fevereiro de 2016) foi um político brasileiro.
Era neto de João da Costa Pinto Dantas e bisneto do barão de Jeremoabo.